# Gian Matteo Ranzi
Gian Matteo Ranzi   (Faenza, 31 de gener de 1948) fou un lluitador italià que va competir durant la dècada de 1970. Combinà la lluita grecoromana i la lluita lliure.
El 1972 va prendre part en els Jocs Olímpics de Múnic, on guanyà la medalla de bronze en la prova del pes lleuger del programa de lluita grecoromana. Quatre anys més tard, als Jocs de Mont-real, fou eliminat en sèries en aquesta mateixa prova.
En el seu palmarès també destaquen una medalla d'or i una de bronze als Jocs del Mediterrani.